# Hombli, Hangal
Hombli là một làng thuộc tehsil Hangal, huyện Haveri, bang Karnataka, Ấn Độ.